# زعيم المعارضة (نيوزيلندا)
زعيم المعارضة في نيوزيلندا، هو سياسي كبير يقود المعارضة الرسمية. وزعيم المعارضة، حسب الاصطلاح، زعيم أكبر حزب سياسي في مجلس النواب لا يتبع الحكومة (أو يتوافر لديه الدعم والتأييد). وعادة ما يكون الزعيم البرلماني لثاني أكبر كتلة في مجلس النواب.
عادة ما يجلس زعيم المعارضة في غرفة المناظرة على الجانب الأيسر من طاولة الوسط، أمام المعارضة ومقابل رئيس الوزراء.

## وصلا خارجية
- أعضاء البرلمان – برلمان نيوزيلندا